# Дианополис (микрорегион)

Дианополис на карте.

Дианополис (порт. Microrregião de Dianópolis) — микрорегион в Бразилии, входит в штат Токантинс. Составная часть мезорегиона Восточный Токантинс. Население составляет 118 110 человек (на 2010 год). Площадь — 47 181,004 км². Плотность населения — 2,50 чел./км².

## Демография
Согласно сведениям, собранным в ходе переписи 2010 г. Национальным институтом географии и статистики (IBGE), население микрорегиона составляет:
| Полное население                             | Полное население                             | Полное население                             | Полное население                             | 118 110 |
| -------------------------------------------- | -------------------------------------------- | -------------------------------------------- | -------------------------------------------- | ------- |
| в том числе:                                 | Городское население                          | 84 081                                       | Процент городского населения, %              | 71,19   |
|                                              | Сельское население                           | 34 029                                       | Процент сельского населения, %               | 28,81   |
|                                              | Мужское население                            | 61 130                                       | Процент мужского населения, %                | 51,76   |
|                                              | Женское население                            | 56 980                                       | Процент женского населения, %                | 48,24   |
| Плотность населения, чел/км²                 | Плотность населения, чел/км²                 | Плотность населения, чел/км²                 | Плотность населения, чел/км²                 | 2,50    |
| Население микрорегиона в % к населению штата | Население микрорегиона в % к населению штата | Население микрорегиона в % к населению штата | Население микрорегиона в % к населению штата | 8,54    |

## Статистика
- Валовой внутренний продукт на 2003 составляет 268 624 905,00 реалов (данные: Бразильский институт географии и статистики).
- Валовой внутренний продукт на душу населения на 2003 составляет 2331,92 реалов (данные: Бразильский институт географии и статистики).
- Индекс развития человеческого потенциала на 2000 составляет 0,662 (данные: Программа развития ООН).

## Состав микрорегиона
В составе микрорегиона включены следующие муниципалитеты:
1. Алмас
2. Арраяс
3. Аурора-ду-Токантинс
4. Шапада-да-Нативидади
5. Комбинаду
6. Консейсан-ду-Токантинс
7. Дианополис
8. Лавандейра
9. Нативидади
10. Нову-Алегри
11. Нову-Жардин
12. Паранан
13. Пиндорама-ду-Токантинс
14. Понти-Алта-ду-Бон-Жезус
15. Порту-Алегри-ду-Токантинс
16. Риу-да-Консейсан
17. Санта-Роза-ду-Токантинс
18. Сан-Валериу-да-Нативидади
19. Тагуатинга
20. Тайпас-ду-Токантинс